# 香港淫殺倶楽部/ポイズン・ガールズ あぶないカ・ラ・ダ
『香港淫殺倶楽部/ポイズン・ガールズ あぶないカ・ラ・ダ』（原題: 赤裸羔羊、英題: Naked Killer）は、1992年製作の香港映画。日本では劇場未公開でビデオスルー。DVD邦題は『ネイキッド・キラー 氷のような女』。

## キャスト
- キティ：チンミー・ヤウ
- ティナム：サイモン・ヤム
- プリンセス：キャリー・ン
- シスター・シンディー：ケリー･コウ
- ベビー：菅原円